# 加尔堡
加尔堡（法語：Garrebourg，法語發音：[ɡaʁbuʁ]；洛林法兰克语：Gaarbuerj）是法国摩泽尔省的一个市镇，位于该省东南部，属于萨尔堡-萨兰堡区。

## 地理
加尔堡（48°42'40"N, 7°13'59"E）面积8.34 平方千米，位于法国大東部大區摩泽尔省，该省份为法国东北部内陆省份，是洛林的一部分，西南接默尔特-摩泽尔省，东临下莱茵省，北与卢森堡和德国接壤。
与加尔堡接壤的市镇（或旧市镇、城区）包括：米泰尔布龙、阿塞尔堡、亨利多夫、于尔泰乌斯、吕策尔堡、圣路易、埃根。

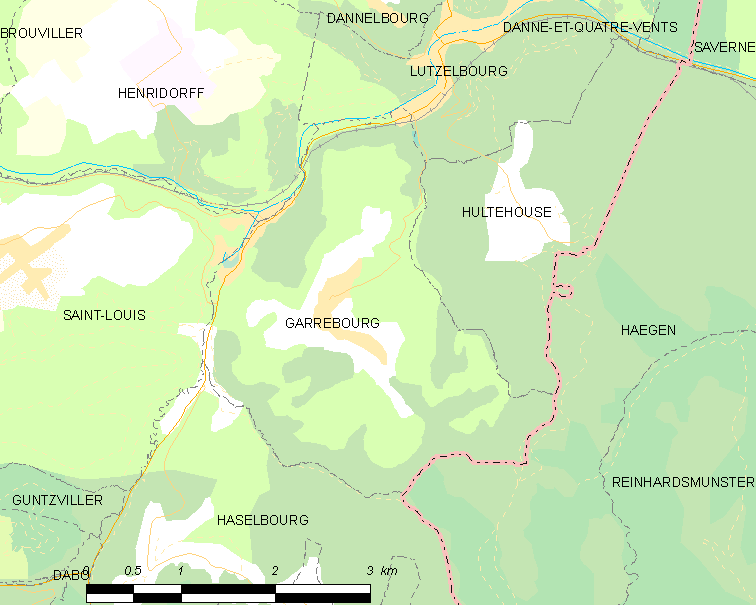
加尔堡的OSM定位图

加尔堡的时区为UTC+01:00、UTC+02:00（夏令时）。

## 行政
加尔堡的邮政编码为57820，INSEE市镇编码为57244。

## 政治
加尔堡所属的省级选区为法尔斯堡县。

## 人口

1962-2008年间加尔堡人口变化图示

加尔堡于2022年1月1日时的人口数量为486人。